# Двери для животных

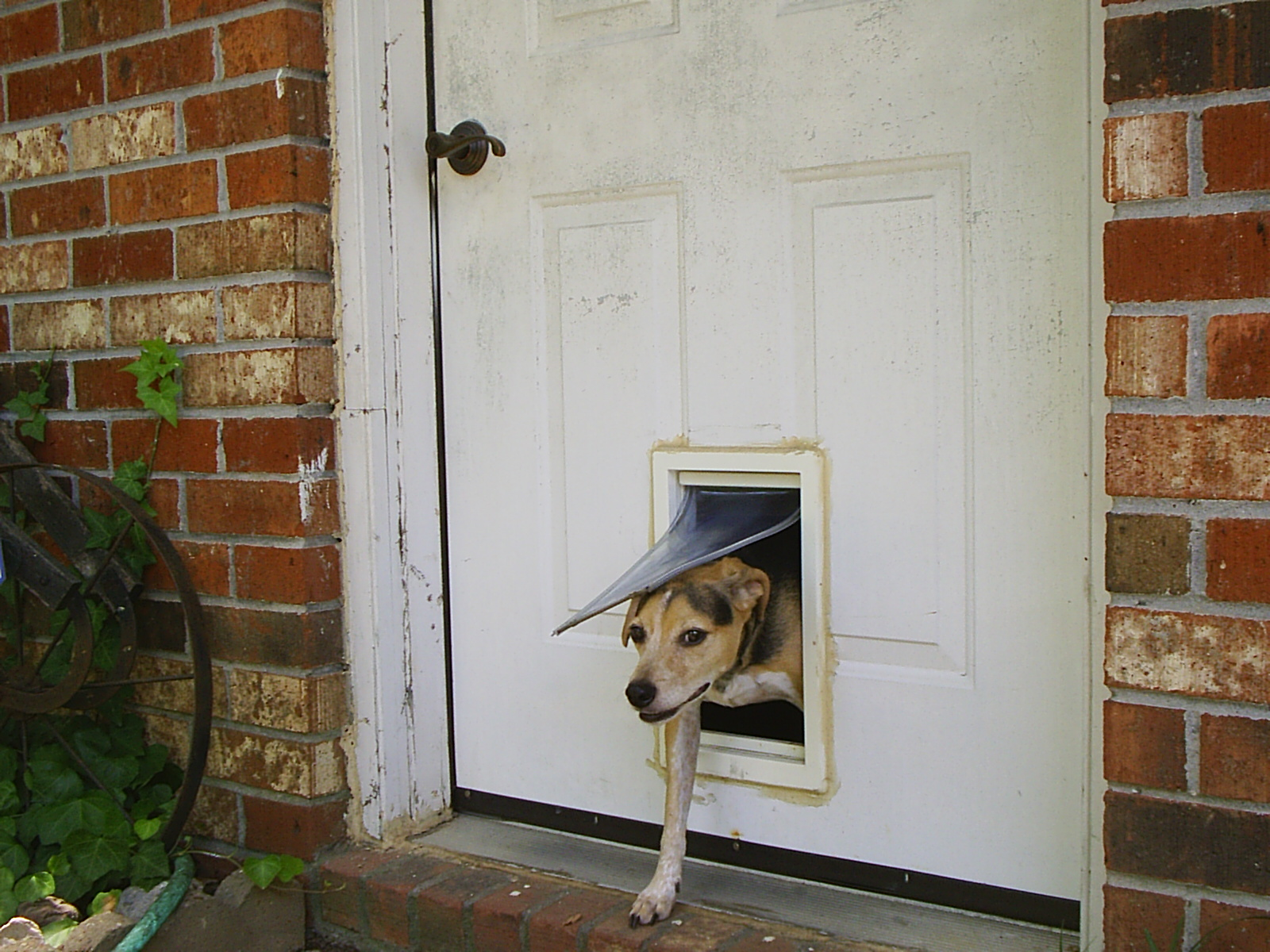
Собака, выходящая через дверь для животных.

Дверь для животных (также называемая более конкретно, например кошачья/собачья заслонка, кошачья/собачья дверь) — маленькая дыра в стене, окне или двери, дающая возможность входить в дом питомцам или выходить из него без необходимости в человеческой помощи. Изначально представляла собой простое отверстие, в настоящее время встречаются простые заслонки, пружинные или дистанционно управляемые (электрические).

## Цель
Дверь для животных очень удобна для владельцев собак и кошек, так как она даёт питомцу возможность войти в дом по его желанию, устраняя необходимость владельцев выпускать их на улицу вручную и сокращая нежелательное поведение, например громкий лай, порчу стен и дверей, а также (особенно в случае с собаками) справление нужды в доме. Она также помогает удостовериться, что питомец, оставленный на улице, сможет безопасно вернуться в дом при суровой погоде.

## Особенности

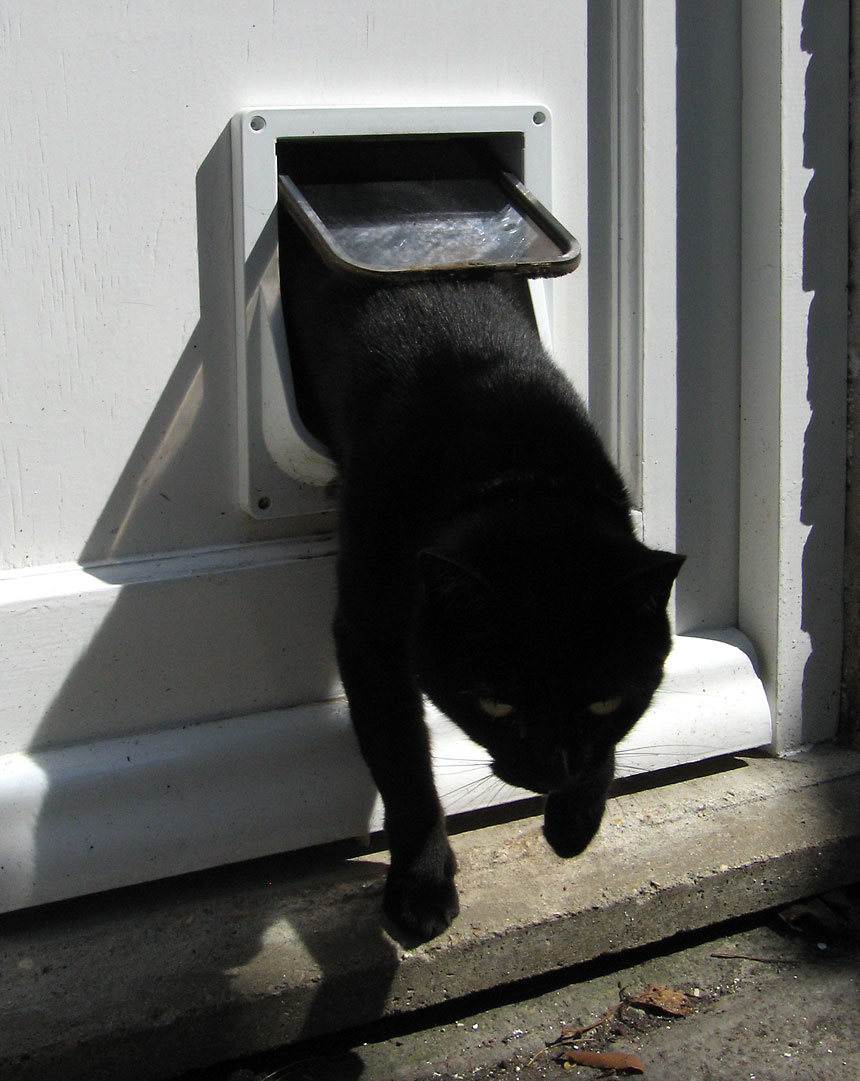
Кошачья заслонка в действии

Простейший тип — это заслонки, которые закрываются автоматически, как качели. Такие заслонки зачастую имеют магниты по краям, которые помогают держать дверь закрытой даже при сильном ветре. Некоторые из них имеют боковые петли и больше похожи на обычные двери. Такие двери обычно приспособлены для того, чтобы держать проход закрытым, пока питомец на улице. Вместо резиновых заслонок, двери для питомцев производятся из пластика, акрила или оргстекла.
Другой особенностью является регулируемая защёлка для ограничения открывания устройства в одном или другом направлении; например, чтобы позволить питомцу вернуться домой ночью, но не дать выйти назад, пока хозяин не вернёт защёлку в исходное положение на следующее утро. Некоторые животные, преимущественно кошки с их убирающимися когтями и гибкими лапами, могут обходить односторонние двери, особенно вида «заслонка-в-заслонку».
Большинство устройств также имеют запирающий механизм, который благодаря особым направляющим позволяет закрывать двери изнутри, с помощью сдвигания специальной пластины.
Двери для животных в первую очередь безопасны для самих питомцев. Панели изготовлены из мягких материалов, например винила, которые не позволяют животному застрять или пораниться. Пластиковые двери не очень хорошо подходят для крупных и неповоротливых питомцев.

## История
Оксфордский словарь английского языка датирует первое использование выражения «кошачья заслонка» (англ. cat flap) 1957 годом, а «кошачья дверь» (англ. cat door) — 1959, но на самом деле сама идея гораздо старше.

## Легенда об Исааке Ньютоне
Исаак Ньютон очень не любил отвлекаться от своих занятий, особенно по бытовым мелочам. Существует легенда, что он прорезал в двери специальную дыру, чтобы выпускать и впускать свою кошку, не подходя к двери. По этой легенде, когда у кошки появились котята, он проделал в двери для каждого котенка по дополнительному меньшему отверстию.
В действительности Ньютон никогда не держал ни кошек, ни других домашних животных.

## Собачьи ограждения

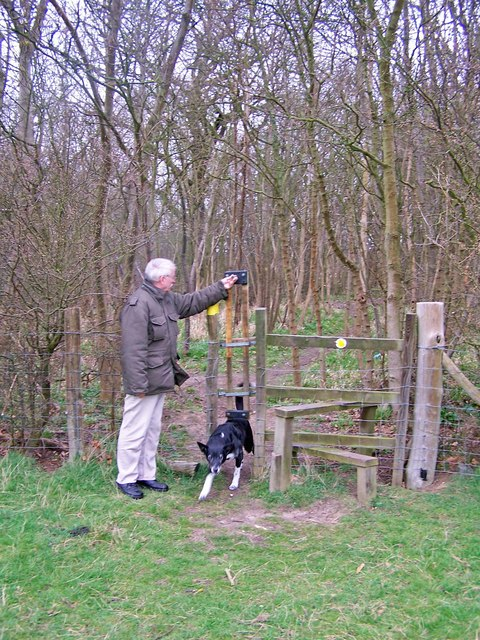
Человек открывает проход для собаки с помощью поднимающегося люка в ограждении в Мидуэй, Англия

В Англии, Ирландии и других регионах с большим количеством животноводческих заборов, через которые люди проходят через калитки, заборы часто имеют деревянные, поднимающиеся люки, потому что собаки не слишком сильны в карабканьи через заборы и зачастую очень тяжелы для того, чтобы перепрыгнуть через преграду.